# Агарта (альбом)
«Агарта» — пятый студийный альбом российской пэган-метал группы «Невидь», который вышел на лейбле Irond Records 27 сентября 2011 года.

## Об альбоме
Первоначально пластинка должна была называться «Северное Сияние», но в процессе создание название сменилось на нынешнее. В мифологии Агарта — это вымышленная страна на Востоке, центр сакральных практик и колыбель мистических течений. Вероятно, находится где-то в горах Тибета или в Гималаях. В текстах затронуты темы свободы, судьбы. «Гимн Племени Солнца», «Куйва» — скоростные боевики склоняющиеся на светлую и тёмную стороны. «Свет свободы окрыляет наши сердца!» — мрачная, тёмная песня.
В данный альбом вошли песни с сингла 2010 года «Рассвет Заратустры».

## Список композиций
| №                   | Название                                            | Текст песни         | Длительность |
| ------------------- | --------------------------------------------------- | ------------------- | ------------ |
| 1.                  | «Кайлас (Гора Богов, Гора свастики)» (инструментал) | —                   | 2:15         |
| 2.                  | «Рассвет Заратустры»                                |                     | 3:19         |
| 3.                  | «Ожог»                                              |                     | 3:32         |
| 4.                  | «Клятва радости на крови!»                          |                     | 3:30         |
| 5.                  | «Эльморайок»                                        |                     | 4:07         |
| 6.                  | «Мы с тобою пламя, мы с тобою звери!»               |                     | 3:34         |
| 7.                  | «Моя судъба»                                        |                     | 1:40         |
| 8.                  | «Пламя стожар»                                      |                     | 3:58         |
| 9.                  | «Гимн племени солнца»                               |                     | 4:04         |
| 10.                 | «Куйва»                                             |                     | 3:50         |
| 11.                 | «Метель»                                            |                     | 1:25         |
| 12.                 | «Серебро небесных слёз»                             |                     | 3:56         |
| 13.                 | «Свет свободы окрыляет наши сердца!»                |                     | 10:01        |
| 14.                 | «Ва ва ва»                                          |                     | 4:32         |
| Общая длительность: | Общая длительность:                                 | Общая длительность: | 53:43        |

## Участники записи
- Оксана Мельник — вокал
- Алексей «Лесьяр» Агофонов — вокал, варган
- Роман «Arsafes» Искоростенский — гитара, вокал, клавишные
- Дмитрий Сафронов — бас-гитара
- Александр Смирнов — ударные